# Macarophaeus sabulum
Macarophaeus sabulum Wunderlich, 2011 è un ragno appartenente alla famiglia Gnaphosidae.

## Caratteristiche
Questa specie ha in sé alcune peculiarità proprie di altri generi: la fessura toracica è assente, come nei generi Leptodrassex e Leptodrassus; le setole sul primo e secondo segmento della tibia e del metatarso sono assenti, mentre ve n'è un ciuffo sul terzo e quarto segmento del metatarso, messo in mostra per pavoneggiarsi, come nei generi Cryptodrassus e Synaphosus.
L'olotipo femminile rinvenuto ha lunghezza totale è di 5,4 mm; la lunghezza del cefalotorace è di 2,2 mm; e la larghezza è di 1,55 mm.

## Distribuzione
La specie è stata reperita nel Portogallo meridionale: 20 km a nordest del comune di Faro, in un'area sabbiosa.

## Tassonomia
Al 2015 non sono note sottospecie e dal 2011 non sono stati esaminati nuovi esemplari.